# Sverker I. (Schweden)
Sverker I., Sverker der Ältere, († um 1156) war König von Östergötland und König von Schweden.
Alle Angaben zu Sverker sind noch ungesichert und stehen unter Vorbehalt. Sein Vater war möglicherweise ein Bauer aus Östergötland namens Kol, Cornube, Karnuka oder Ulf. Es gibt aber auch Quellen, die Erik Årsäll (Sohn von Opfer-Sven) als Vater nennen. Wahrscheinlich hatte Sverker zuerst den Königstitel von Östergötland inne, bevor er 1130 schwedischer König wurde.
Ein starker Aspekt war Sverkers Heiratspolitik, die sein Reich stärker machte. Zuerst heiratete er Ulvhild Håkonsdatter von Norwegen, die Witwe von Inge den Jüngeren, die er laut Saxo Grammaticus ihrem zweiten Ehemann, dem dänischen König Niels Svensson, entführt hatte, und schuf so ein starkes Band zwischen den beiden skandinavischen Ländern. Nach Ulvhilds Tod heiratete er Rikissa (Rycheza) von Polen, Tochter von Bolesław III. Schiefmund, die Witwe seines Vorgängers, Ulvhilds Stiefsohn Magnus Nilsson. Durch diese Ehe wollte er auch in Västergötland als König akzeptiert werden.
Sverkers und Ulvhilds Namen tauchen im Zusammenhang mit der Gründung des ersten Zisterzienserklosters Schwedens auf. Dieses  wurde 1143 in Alvastra auf einem Stück Land errichtet, das Ulvhild als Brautgeschenk von ihrem Mann bekommen hatte. Um 1150 soll Sverker in einen Krieg mit Dänemark geraten sein. Doch konnten seine Verbündeten aus Småland die Angriffe des dänischen Königs Sven Grate 1153 abwehren. Der Angriff soll darauf zurückzuführen sein, dass Sverkers Sohn Jon einige edelgeborene Frauen aus Halland geraubt habe. Er wurde auf einem Thing ermordet. Gegen Ende seiner Regierungszeit war Sverkers Stellung in Svealand sehr schwach, und es soll sogar einen Gegenkönig gegeben haben.
Sverker soll 1156 auf dem Wege zur Weihnachtsmesse von seinem Oberstallmeister ermordet worden sein. Nach Saxo Grammaticus wurde er auf Betreiben von Magnus Henriksson von seinem Kammerdiener im Schlaf ermordet.  Er wurde in Alvastra begraben.

## Nachkommen
Sverker war zweimal verheiratet. Aus der ersten Ehe mit Ulvhild Håkonsdatter (Thjottaätten), einer Tochter des norwegischen Magnaten Hakon Finnson – eines Nachkommen des großen norwegischen Skalden Eyvindr Skáldaspillir (* c. 920, + c. 990) – aus der Familie Thjotta:
- Karl VII. Sverkersson († ermordet 12. April 1167), König von Schweden (1161–1167), ⚭ 1163  Christine Stigsdotter, Tochter von Stig Hvitaledhr und der Margarete Prinzessin von Dänemark
  - Dessen Sohn war Sverker II. Karlsson,  König von Schweden (1196–1208)
- Helena (Sophie) Sverkersdotter (* c. 1130, † nach 1158), ⚭ 1156 Knut V. Magnusson 1147 König von Jütland, 1154–1157 Mit-König von Dänemark, † ermordet  9. August 1157
- Jon Sverkersson († ermordet 1153/54), Jarl in Schweden
- Ingegerd Sverkersdotter († 1204); ab 1164 Priorin des Klosters Vreta

Aus der zweiten Ehe mit Rikissa (Rycheza) von Polen, der Tochter von Bolesław III. Schiefmund und Salome von Berg:
- Burislev Sverkersson d. Ältere

- Möglicherweise hatte er auch einen Sohn Sune Sik.
  - Dessen Tochter Ingrid Ylva, ⚭ 1195 Magnus Minnesköld und wurde über ihren Sohn Birger Jarl  zur Stammmutter der Könige von Schweden 1250–1364,  Könige von Norwegen (1380–1387) und  Könige von Dänemark (1376–1387) aus dem Haus der Folkunger.[5]